# Mylène Demongeot
Mylène Demongeot, geboren als Marie-Hélène Demongeot (Nice, 29 september 1935 – Parijs, 1 december 2022), was een Franse actrice, die in meer dan tachtig film- en televisieproducties verscheen.

## Biografie
Marie-Hélène Demongeot, de dochter van een Oekraïense, verhuisde op dertienjarige leeftijd met haar ouders naar Parijs, waar ze stopte met de vermaarde toneelschool Cours Simon en les kreeg van actrice Marie Ventura. Ze maakte haar filmdebuut met Léonide Moguy's drama Kinder der Liebe (1953) en sierde tegelijkertijd de covers van verschillende Europese tijdschriften als model vanwege haar relatie met de fotograaf Henri Coste. 
De Belgische filmregisseur Raymond Rouleau hielp haar doorbreken en nam haar in 1957, samen met Simone Signoret en Yves Montand, in dienst voor zijn speelfilm Les Sorcières de Salem (coproductie Frankrijk-DDR), een bewerking van Jean-Paul Sartre gebaseerd op Arthur Millers drama The Crucible. De rol van Abigail maakte haar wereldwijd bekend en leverde haar een nominatie op als beste jonge actrice voor de British Academy Film Award in 1958 en, samen met filmpartner Simone Signoret, de acteursprijs op het Internationaal filmfestival van Karlsbad.
Na dit succes werd ze een sekssymbool van de jaren 1950, 1960 en 1970 met internationale rollen. Demongeot werd gezien als de verleidster van David Niven in de Françoise Sagan-verfilming Bonjour Tristesse (1958) en speelde naast Gérard Barray de gewetenloze Lady de Winter in een tweedelig toneelstuk over Les Trois Mousquetaires (1961). In hetzelfde jaar draaide ze ook de avonturenfilm Il ratto delle Sabine met Roger Moore en Jean Marais. Haar rol als fotografe Hélène in de Fantomas-trilogie met Jean Marais en Louis de Funès leverde haar enorme populariteit op. 
Halverwege de jaren 1980, na Bertrand Bliers komedie Tenue de soirée (1986), leek de carrière van de 1,65 meter lange actrice te stagneren. Ze werkte nu voornamelijk voor de Italiaanse televisie, waar ze naast Bud Spencer verscheen in de Big Man-serie van Stefano "Steno" Vanzina. Pas in 1994 keerde ze terug naar de Franse cinema met de speelfilm La Piste du télégraphe van Liliane de Kermadec, toen ze in de rol van de Russische immigrante Lisa Alling stapte als Jelena Safonova, die in 1928 in haar eentje vanuit de Verenigde Staten via de Beringstraat naar huis reisde.
Van 1958 tot 1968 was Demongeot getrouwd met de Parijse fotograaf Henri Coste en van 1968 tot aan zijn dood in 1999 met de Franse regisseur en scenarioschrijver Marc Simenon, de zoon van misdaadschrijver Georges Simenon. Het koppel richtte het filmproductiebedrijf Kangourou op, dat in de jaren 1970 de gezamenlijke filmprojecten L'assassin frappe à l'aube (1970), L'explosion (1971), J'ai mon voyage! (1973), Par le sang des autres (1974) en Dennis Berry's Die große Ekstase (1975) verwezenlijkte. In 2001 publiceerde Demongeot haar autobiografie onder de titel Tiroirs secrets.
Ze speelde samen met Gérard Depardieu en Daniel Auteuil, in de misdaadfilm 36 Quai des Orfèvres, waarvoor ze in 2005 werd genomineerd voor de prestigieuze Franse filmprijs César. Een jaar later, op 14 juli 2006, werd Demongeot door de Franse minister van Cultuur benoemd tot Commandeur des arts et des lettres. In 2007 ontving ze opnieuw een César-nominatie voor haar bijrol als Katia in Jacques Fieschi's literaire verfilming La Californie met Nathalie Baye.
Ze overleed in december 2022 op 87-jarige leeftijd. In oktober van dat jaar maakte ze bekend dat haar buikvlieskanker, waar ze in 2019 van genezen was verklaard, terug was gekeerd.

## Onderscheidingen

### César
- 2005: nominatie als beste vrouwelijke bijrol voor 36 Quai des Orfèvres
- 2007: nominatie als beste vrouwelijke bijrol voor La Californie

### Verdere
Internationaal Filmfestival Karlovy Vary
- 1957: beste actrice voor Les Sorcières de Salem

British Academy Film Award
- 1958: nominatie als beste aankomende actrice voor Les Sorcières de Salem

## Filmografie
- 1957: Les Sorcières de Salem
- 1957: Une manche et la belle
- 1958: Bonjour tristesse
- 1958: Sois belle et tais-toi
- 1958: Cette nuit-là
- 1959: Le vent se lève
- 1959: Faibles femmes
- 1959: La Battaglia di Maratona
- 1959: Upstairs and Downstairs
- 1959: La notte brava
- 1960: Sotto dieci bandiere
- 1960: Un amore a Roma
- 1961: The Singer Not the Song
- 1961: Die drei Musketiere
- 1961: Il ratto delle Sabine
- 1962: Oro per i cesari

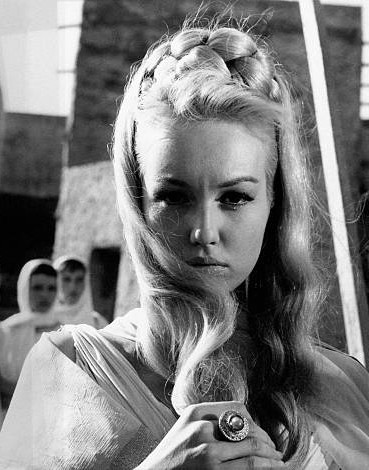
Demongeot in Il ratto delle Sabine

- 1963: À cause, à cause d'une femme
- 1964: L'Appartement des filles
- 1964: Fantômas
- 1964: Onkel Toms Hütte
- 1965: Furia à Bahia pour OSS 117
- 1965: Fantômas se déchaîne
- 1966: Bel Ami 2000 oder Wie verführt man einen Playboy
- 1966: Tendre Voyou
- 1967: Fantômas contre Scotland Yard
- 1968: The Private Navy of Sgt. O'Farrell
- 1969: Una su 13
- 1970: L'assassin frappe à l'aube
- 1972: Quelques arpents de neige
- 1974: Par le sang des autres
- 1975: Il faut vivre dangereusement
- 1983: Flics de choc
- 1984: Série noire: J'ai bien l'honneur, TV
- 1984: Princess and the Photographer
- 1986: Tenue de soirée
- 1988: Big Man – 395 dollari l'oncia, TV
- 1989: Big Man – La fanciulla che ride, TV
- 1989: Big Man – Boomerang, TV
- 1989: Big Man – Polizza droga, TV
- 1992: Vacances au purgatoire, TV
- 2004: Feux rouges
- 2004: 36 Quai des Orfèvres
- 2006: Camping
- 2006: La Californie
- 2010: Camping 2
- 2013: Elle s'en va
- 2016: Camping 3
- 2017: Sage femme